# 南門羅 (密歇根州)
南門羅（英語：South Monroe）是位於美國密歇根州門羅縣門羅特設鎮區的一個普查規定居民點。

## 人口
根據2020年美國人口普查的數據，南門羅的面積為6.29平方千米，當中陸地面積為6.29平方千米，而水域面積為0.00平方千米。當地共有人口6468人，而人口密度為每平方千米1,028.3人。